# إيرف سبنسر
إيرف سبنسر هو لاعب هوكي الجليد كندي، ولد في 4 ديسمبر 1937 في غريتر سودبوري في كندا، وتوفي في 22 أكتوبر 1999.

## وصلات خارجية
- إيرف سبنسر على موقع دوري الهوكي الوطني (الإنجليزية)
- إيرف سبنسر على موقع EliteProspects.com (الإنجليزية)
- إيرف سبنسر على موقع HockeyDB.com (الإنجليزية)
- إيرف سبنسر على موقع Hockey-Reference.com (الإنجليزية)